# Bencze Béla
Bencze Béla (Makó, 1929. március 3. – Budapest, 2012. november 17.) magyar orvos, egyetemi tanár, címzetes egyetemi docens.

## Életpályája
Szülei Berger József (1896–1945) és Czirbus Aranka (1899–1975) voltak. 1947 és 1953 között a Budapesti Orvostudományi Egyetem hallgatója volt. 1949 és 1953 között medikus mentőtiszt volt. 1953-tól mentőorvos, később sebészszakorvos, a mentőszervezet vezető főorvosa, főigazgató-helyettese volt. 1962-től részt vett a mentőápolók szakosító és a medikusok fakultatív képzésében, 1969-től az újraindított mentőtiszti képzésben. 1967–1991 között az Országos Mentőszolgálat főigazgatója volt. 1975-től az Egészségügyi Főiskola mentőtiszti szakának főiskolai tanára és szakvezetője. 1979-től a Magyar Mentésügyi Tudományos Társaság elnöke. 1980-tól oxyológus szakorvos, e szaktárgyból a szakorvosi bizottság elnöke. 1991-től a Magyar Oxyológiai Társaság örökös tiszteletbeli elnöke. 1996-ig az Orvostovábbképző Egyetem Főiskolai karának oxyológiai tanszékvezetője volt.
Az OMSZ élén eltöltött negyedszázados főigazgatóságának idején tovább szilárdult az Országos Mentőszolgálat szervezetének egysége, folytatódott a rohamkocsi-szolgálat és az egységes járműpark bővítése, az 1960-as évek közepétől kezdődő modern, országos rádióhálózat kiépítése, valamint az 1980-as évek elejétől a légimentésben megvalósult a mentőhelikopteres szolgálat is.

## Művei
- Oxyiológia (szerkesztő, 1979)
- Elsősegélynyújtás (1989)

## Díjai, elismerései
- Érdemes Orvos (1965)
- Munka érdemrend arany fokozata (1972)
- Falck-Zonen-Aranyérem (Dánia, 1973)
- Kiváló Orvos (1977)
- Weil Emil-emlékérem (1985)
- Április negyedike érdemrend (1988)
- Pro Sanitate díj (1998)
- Magyar Arany Érdemkereszt (2003)